# La tempesta è in arrivo
La tempesta è in arrivo è un singolo del gruppo alternative rock italiano Afterhours, prodotto nel 2012 dalla Germi, pubblicato dalla Artist First ed estratto dall'album Padania del 2012. Sul bootleg il nome dalla canzone è accompagnato dal sottotitolo Anastasia Romanov muore aggrappata alle tende.
Il brano è stato utilizzato nella colonna sonora della mini serie televisiva Faccia d'angelo dedicata a Felice Maniero, boss della Mala del Brenta, andata in onda il 12 e il 19 marzo su Sky Cinema.

## Il video
Il videoclip, pubblicato in anteprima il 29 febbraio 2012 sul sito del Corriere della Sera, alterna alcuni frammenti della serie Faccia d'angelo a immagini dei componenti della band. Due settimane dopo, sul sito del gruppo, è stato pubblicato anche il backstage del videoclip.

## Tracce
Download digitale
1. La tempesta è in arrivo (Anastasia Romanov muore aggrappata alle tende) – 4:05 (Agnelli, Ciccarelli)